# Margarita Gasparián
Margarita Mélikovna Gasparián (en ruso: Маргарита Меликовна Гаспарян; Moscú, 1 de septiembre de 1994) es una tenista profesional rusa.
Su mejor clasificación en la WTA fue la número 41 del mundo, que llegó el 15 de febrero de 2016. En dobles alcanzó número 25 del mundo, que llegó el 6 de junio de 2016. Hasta la fecha, ha ganado nueve individuales y ocho títulos de dobles en el ITF tour. Comenzó a jugar tenis a la edad de 5 años y es entrenada por Yelena Makárova. Su revés es famoso por ser el mejor revés a una mano entre las jóvenes tenistas rusas en WTA Tour.[cita requerida]

## Títulos WTA (6; 2+4)

### Individual (2)
| Leyenda                                |
| -------------------------------------- |
| Grand Slam (0)                         |
| Juegos Olímpicos (0)                   |
| WTA Tour Championships (0)             |
| P. Mandatory & Premier 5, WTA 1000 (0) |
| Premier, WTA 500 (0)                   |
| International, WTA 250 (2)             |

| N.º | Fecha                    | Torneo   | Superficie | Oponente en la final | Resultado     |
| --- | ------------------------ | -------- | ---------- | -------------------- | ------------- |
| 1.  | 2 de agosto de 2015      | Bakú     | Dura       | Patricia Maria Țig   | 6-3, 5-7, 6-0 |
| 2.  | 29 de septiembre de 2018 | Tashkent | Dura       | Anastasia Potapova   | 6-2, 6-1      |

#### Finalista (1)
| N.º | Fecha               | Torneo          | Superficie | Oponente en la final | Resultado      |
| --- | ------------------- | --------------- | ---------- | -------------------- | -------------- |
| 1.  | 21 de marzo de 2021 | San Petersburgo | Dura (i)   | Daria Kasátkina      | 3-6, 1-2, ret. |

### Dobles (4)
| Leyenda                                |
| -------------------------------------- |
| Grand Slam (0)                         |
| Juegos Olímpicos (0)                   |
| WTA Tour Championships (0)             |
| P. Mandatory & Premier 5, WTA 1000 (0) |
| Premier, WTA 500 (1)                   |
| International, WTA 250 (3)             |

| N.º | Fecha                | Torneo          | Superficie    | Pareja             | Oponentes en la final             | Resultado        |
| --- | -------------------- | --------------- | ------------- | ------------------ | --------------------------------- | ---------------- |
| 1.  | 2 de agosto de 2015  | Bakú            | Dura          | Alexandra Panova   | Vitalia Diachenko Olga Savchuk    | 6-3, 7-5         |
| 2.  | 3 de octubre de 2015 | Tashkent        | Dura          | Alexandra Panova   | Vera Dushevina Kateřina Siniaková | 6-1, 3-6, [10-3] |
| 3.  | 29 de abril de 2016  | Praga           | Tierra batida | Andrea Hlaváčková  | María Irigoyen Paula Kania        | 6-4, 6-2         |
| 4.  | 3 de febrero de 2019 | San Petersburgo | Dura (i)      | Ekaterina Makarova | Anna Kalinskaya Viktória Kužmová  | 7-5, 7-5         |

#### Finalista (2)
| N.º | Fecha                    | Torneo     | Superficie | Pareja           | Oponentes en la final                | Resultado        |
| --- | ------------------------ | ---------- | ---------- | ---------------- | ------------------------------------ | ---------------- |
| 1.  | 13 de septiembre de 2014 | Tashkent   | Dura       | Alexandra Panova | Aleksandra Krunić Kateřina Siniaková | 2-6, 1-6         |
| 2.  | 23 de agosto de 2019     | Nueva York | Dura       | Monica Niculescu | Darija Jurak María José Martínez     | 5-7, 6-2, [7-10] |

## Títulos WTA 125s

### Dobles (0)

#### Finalista (1)
| N.º | Fecha                   | Torneos | Superficie | Pareja              | Oponentes                        | Resultado        |
| --- | ----------------------- | ------- | ---------- | ------------------- | -------------------------------- | ---------------- |
| 1.  | 15 de noviembre de 2015 | Limoges | Dura       | Oksana Kaláshnikova | Barbora Krejčiková Mandy Minella | 6-1, 5-7, [6-10] |

## Títulos ITF

### Individual (9)
| Torneos de $100 000 |
| Torneos de $75 000  |
| Torneos de $50 000  |
| Torneos de $25 000  |
| Torneos de $15 000  |
| Torneos de $10 000  |

| N.º | Fecha                    | Torneo                     | Superficie | Oponentes            | Resultado     |
| --- | ------------------------ | -------------------------- | ---------- | -------------------- | ------------- |
| 1.  | 25 de marzo de 2012      | Moscú, Rusia               | Carpet     | Liudmila Kichenok    | 6–0, retiro   |
| 2.  | 5 de mayo de 2012        | Moscú, Rusia               | Dura (i)   | Çağla Büyükakçay     | 6–3, 4–6, 6–1 |
| 3.  | 14 de mayo de 2012       | Moscú, Rusia               | Arcilla    | Daria Gavrilova      | 4–6, 6–4, 7–6 |
| 4.  | 21 de septiembre de 2012 | Yoshkar-Ola, Rusia         | Dura       | Nadia Kichenok       | 7–5, 7–6      |
| 5.  | 11 de noviembre de 2013  | Minsk, Bielorrusia         | Dura (i)   | Anastasiya Vasylyeva | 6–4, 6–4      |
| 6.  | 2 de noviembre de 2014   | Sharm el-Sheikh, Egipto    | Dura       | Elitsa Kostova       | 6-3, 6-0      |
| 7.  | 1 de febrero de 2015     | Andrézieux, Francia        | Dura (i)   | Elitsa Kostova       | 6-4, 6-4      |
| 8.  | 22 de febrero de 2015    | Moscú, Rusia               | Dura (i)   | Karine Sarkisova     | 6-0, 6-4      |
| 9.  | 5 de abril de 2015       | Croissy-Beaubourg, Francia | Dura (i)   | Mathilde Johansson   | 6-3, 6-4      |

#### Dobles (7)
| Torneos de $100 000 |
| Torneos de $75 000  |
| Torneos de $50 000  |
| Torneos de $25 000  |
| Torneos de $15 000  |
| Torneos de $10 000  |

| N.º | Fecha                    | Torneos                    | Superficie | Pareja             | Oponentes                              | Resultado        |
| --- | ------------------------ | -------------------------- | ---------- | ------------------ | -------------------------------------- | ---------------- |
| 1.  | 28 de enero de 2012      | Karst, Alemania            | Carpet (i) | Anna Smolina       | Aleksandra Artamonova Marina Mélnikova | 6-7, 6-2, [10-8] |
| 2.  | 19 de marzo de 2012      | Moscú, Rusia               | Carpet (i) | Anna Arina Marenko | Valentyna Ivajnenko Kateryna Kozlova   | 3–6, 7–6, [10–6] |
| 3.  | 17 de septiembre de 2012 | Yoshkar-Ola, Rusia         | Dura (i)   | Veronika Kapshay   | Irina Buriachok Valeria Solovieva      | 6–4, 2–6, [11–9] |
| 4.  | 18 de febrero de 2013    | Moscú, Rusia               | Dura (i)   | Polina Monova      | Maryna Zanevska Valeria Solovieva      | 6–4, 2–6, [10–5] |
| 5.  | 3 de junio de 2013       | Karshi, Uzbekistán         | Dura       | Polina Pekhova     | Veronika Kapshay Teodora Mircic        | 6-2, 6-1         |
| 6.  | 29 de marzo de 2014      | Croissy-Beaubourg, Francia | Dura (i)   | Liudmila Kichenok  | Kristina Barrois Eleni Daniilidou      | 6-2, 6-4         |
| 7   | 26 de julio de 2014      | Astana, Kazajistán         | Dura       | Vitalia Diachenko  | Michaela Boev Anna-Lena Friedsam       | 6-4, 6-1         |

#### Finalista (5)
| N.º | Fecha                    | Torneos                   | Superficie | Pareja            | Oponentes                            | Resultado        |
| --- | ------------------------ | ------------------------- | ---------- | ----------------- | ------------------------------------ | ---------------- |
| 1.  | 30 de diciembre de 2011  | Tyumen, Rusia             | Dura (i)   | Natela Dzalamidze | Daria Kustova Olga Savchuk           | 0–6, 2–6         |
| 2.  | 21 de enero de 2013      | Andrézieux, Francia       | Dura (i)   | Olga Savchuk      | Amra Sadiković Ana Vrljić            | 7–5, 5–7, [4–10] |
| 3.  | 23 de septiembre de 2013 | Clermont-Ferrand, Francia | Dura       | Aliona Sotnikova  | Michaëlla Krajicek Marta Domachowska | 7–5, 4–6, [8–10] |
| 4.  | 8 de febrero de 2014     | Grenoble, Francia         | Dura (i)   | Kateryna Kozlova  | Sofia Shapatava Anastasiya Vasylyeva | 1–6, 4–6         |
| 5.  | 5 de mayo de 2014        | Trnava, Eslovaquia        | Dura       | Yevguenia Ródina  | Stephanie Vogt Saisai Zheng          | 4–6, 2–6         |